# Élections municipales de 2020 dans le Loiret

Le département du Loiret (en rouge) sur une carte de France.

Le premier tour des élections municipales de 2020 se déroule le 15 mars 2020 dans le  département français du Loiret. Initialement prévu le 22 mars 2020, le second tour est reporté en raison de la pandémie de maladie à coronavirus.

## Déroulement des scrutins et résultats

### Premier tour
Faute de candidats dans la commune de Lion-en-Beauce, le premier tour de scrutin y est annulé .
Sur les 325 communes du Loiret 285 ont élu leur conseil municipal au premier tour le 15 mars. Seules 40 communes devront organiser un second tour. 

### Deuxième tour
Sur les 40 communes organisant un deuxième tour, trois communes de moins de 1 000 habitants où l’on peut panacher les listes et les noms, Mignères, Villeneuve-sur-Conie et Morville-en-Beauce, où il reste un poste de conseiller municipal à pourvoir, aucun candidat ne s’est présenté, ce qui n’empêchera pas le conseil municipal de fonctionner. Il y aura :
- Trois quadrangulaires : Pithiviers, Montargis et Saint-Jean-le-Blanc ;
- Sept triangulaires : Orléans, Beaugency, Fleury-les-Aubrais, Le Malesherbois, Cléry-Saint-André, Villemandeur et Briare.

## Maires sortants et maires élus
Le scrutin est marqué par une stabilité politique, à quelques exceptions près. La gauche échoue à récupérer les pertes du scrutin précédent à Briare, Châteauneuf-sur-Loire, La Ferté-Saint-Aubin et Pithiviers. Elle se console avec le gain de Fleury-les-Aubrais. Les centristes compensent le faux pas de Beaugency face à la droite, en gagnant plusieurs villes d'importance à Gien, Olivet et Saint-Jean-le-Blanc.
| Commune                  | Population | Maire sortant           | Parti | Parti | Maire élu               | Parti | Parti |
| ------------------------ | ---------- | ----------------------- | ----- | ----- | ----------------------- | ----- | ----- |
| Amilly                   | 12 977     | Gérard Dupaty           |       | LR    | Gérard Dupaty           |       | LR    |
| Beaugency                | 7 298      | David Faucon            |       | LREM  | Jacques Mesas           |       | UDI   |
| Briare                   | 5 209      | Pierre-François Bouguet |       | DVD   | Pierre-François Bouguet |       | DVD   |
| Châlette-sur-Loing       | 12 576     | Franck Demaumont        |       | PCF   | Franck Demaumont        |       | PCF   |
| Châteauneuf-sur-Loire    | 8 126      | Florence Galzin         |       | DVD   | Florence Galzin         |       | DVD   |
| Chécy                    | 8 667      | Jean-Vincent Vallies    |       | DVG   | Jean-Vincent Vallies    |       | DVG   |
| Fleury-les-Aubrais       | 21 026     | Marie-Agnès Linguet     |       | UDI   | Carole Canette          |       | PS    |
| Gien                     | 14 007     | Christian Bouleau       |       | LR    | Francis Cammal          |       | DVD   |
| Ingré                    | 9 087      | Christian Dumas         |       | PS    | Christian Dumas         |       | PS    |
| La Chapelle-Saint-Mesmin | 10 353     | Nicolas Bonneau         |       | DVG   | Nicolas Bonneau         |       | DVG   |
| La Ferté-Saint-Aubin     | 7 454      | Constance de Pélichy    |       | LR    | Constance de Pélichy    |       | LR    |
| Le Malesherbois          | 8 201      | Delmira Dauvilliers     |       | DVD   | Hervé Gaurat            |       | DVD   |
| Meung-sur-Loire          | 6 440      | Pauline Martin          |       | LR    | Pauline Martin          |       | LR    |
| Montargis                | 14 643     | Benoît Digeon           |       | LR    | Benoît Digeon           |       | LR    |
| Olivet                   | 21 551     | Mathieu Schlesinger     |       | DVD   | Mathieu Schlesinger     |       | DVD   |
| Orléans                  | 116 685    | Olivier Carré           |       | DVD   | Serge Grouard           |       | LR    |
| Pithiviers               | 8 981      | Philippe Nolland        |       | LR    | Philippe Nolland        |       | LR    |
| Saint-Denis-en-Val       | 7 517      | Jacques Martinet        |       | LR    | Marie-Philippe Lubet    |       | DVD   |
| Saint-Jean-de-Braye      | 20 751     | Vanessa Slimani         |       | PS    | Vanessa Slimani         |       | PS    |
| Saint-Jean-de-la-Ruelle  | 16 273     | Christophe Chaillou     |       | PS    | Christophe Chaillou     |       | PS    |
| Saint-Jean-le-Blanc      | 8 702      | Christian Bois          |       | LR    | Françoise Grivotet      |       | DVD   |
| Saint-Pryvé-Saint-Mesmin | 5 803      | Thierry Cousin          |       | LR    | Thierry Cousin          |       | LR    |
| Saran                    | 16 365     | Maryvonne Hautin        |       | PCF   | Maryvonne Hautin        |       | PCF   |
| Sully-sur-Loire          | 5 348      | Jean-Luc Riglet         |       | LR    | Jean-Luc Riglet         |       | LR    |
| Villemandeur             | 6 815      | Denise Serrano          |       | DVD   | Denise Serrano          |       | DVD   |

## Résultats dans les communes de plus de5 000 habitants

### Amilly
- maire sortant : Gérard Dupaty (LR)
- 33 sièges à pourvoir au conseil municipal (population légale 2017 : 12 977 habitants)
- 10 sièges à pourvoir au conseil communautaire (Agglomération montargoise et rives du Loing )

|                          | Gérard Dupaty            | LR                       | 2 258 | 76,12 | 29 | 9  |  |  |
|                          | Grégory Gaboret          | DVG                      | 708   | 23,87 | 4  | 1  |  |  |
|                          |                          |                          |       |       |    |    |  |  |
| Votes valides            | Votes valides            | Votes valides            | 2 966 | 96,30 |    |    |  |  |
| Votes blancs             | Votes blancs             | Votes blancs             | 46    | 1,49  |    |    |  |  |
| Votes nuls               | Votes nuls               | Votes nuls               | 68    | 2,21  |    |    |  |  |
| Total                    | Total                    | Total                    | 3 080 | 100   | 33 | 10 |  |  |
| Abstention               | Abstention               | Abstention               | 5 595 | 64,50 |    |    |  |  |
| Inscrits / participation | Inscrits / participation | Inscrits / participation | 8 675 | 35,50 |    |    |  |  |

### Beaugency
- Maire sortant : David Faucon (LREM)
- 29 sièges à pourvoir au conseil municipal (population légale 2017 : 7 298 habitants)
- 7 sièges à pourvoir au conseil communautaire (CC des Terres du Val de Loire)

| Tête de liste            | Tête de liste            | Liste                    | Premier tour | Premier tour | Deuxième tour | Deuxième tour | Sièges | Sièges |
| Tête de liste            | Tête de liste            | Liste                    | Voix         | %            | Voix          | %             | CM     | CC     |
| ------------------------ | ------------------------ | ------------------------ | ------------ | ------------ | ------------- | ------------- | ------ | ------ |
|                          | Jacques Mesas            | UDI                      | 797          | 39,03        | 839           | 41,43         | 21     | 6      |
|                          | Yves Bachevillier        | DVD                      | 779          | 38,14        | 832           | 41,08         | 6      | 1      |
|                          | Stéphanie Maigret        | DVG                      | 466          | 22,82        | 354           | 17,48         | 2      | 0      |
|                          |                          |                          |              |              |               |               |        |        |
| Votes valides            | Votes valides            | Votes valides            | 2 042        | 97,05        | 2 025         | 97,64         |        |        |
| Votes blancs             | Votes blancs             | Votes blancs             | 27           | 1,28         | 26            | 1,25          |        |        |
| Votes nuls               | Votes nuls               | Votes nuls               | 35           | 1,66         | 23            | 1,11          |        |        |
| Total                    | Total                    | Total                    | 2 104        | 100          | 2 074         | 100           | 29     | 7      |
| Abstention               | Abstention               | Abstention               | 3 434        | 62,01        | 3 481         | 62,66         |        |        |
| Inscrits / participation | Inscrits / participation | Inscrits / participation | 5 538        | 37,99        | 5 555         | 37,34         |        |        |

### Briare
- Maire sortant : Pierre-François Bouguet (DVD)
- 29 sièges à pourvoir au conseil municipal (population légale 2017 : 5 209 habitants)
- 11 sièges à pourvoir au conseil communautaire (CC Berry Loire Puisaye)

| Tête de liste            | Tête de liste            | Liste                    | Premier tour | Premier tour | Deuxième tour | Deuxième tour | Sièges | Sièges |
| Tête de liste            | Tête de liste            | Liste                    | Voix         | %            | Voix          | %             | CM     | CC     |
| ------------------------ | ------------------------ | ------------------------ | ------------ | ------------ | ------------- | ------------- | ------ | ------ |
|                          | Pierre-François Bouguet  | DVD                      | 602          | 33,18        | 657           | 37,01         | 20     | 8      |
|                          | Ted Fernand Ghali        | DVC                      | 396          | 21,83        | 596           | 33,57         | 5      | 2      |
|                          | Georges Domergue         | DVC                      | 404          | 22,27        | 522           | 29,40         | 4      | 1      |
|                          | Philippe Le Dem          | EELV                     | 269          | 14,82        | Retrait       | Retrait       | 0      | 0      |
|                          | Monique Barret           | PCF                      | 143          | 7,88         |               |               | 0      | 0      |
|                          |                          |                          |              |              |               |               |        |        |
| Votes valides            | Votes valides            | Votes valides            | 1 814        | 97,01        | 1 775         | 96,94         |        |        |
| Votes blancs             | Votes blancs             | Votes blancs             | 27           | 1,44         | 26            | 1,42          |        |        |
| Votes nuls               | Votes nuls               | Votes nuls               | 29           | 1,55         | 30            | 1,64          |        |        |
| Total                    | Total                    | Total                    | 1 870        | 100          | 1 831         | 100           | 29     | 11     |
| Abstention               | Abstention               | Abstention               | 2 137        | 53,33        | 2 179         | 54,34         |        |        |
| Inscrits / participation | Inscrits / participation | Inscrits / participation | 4 007        | 46,67        | 4 010         | 45,66         |        |        |

### Châlette-sur-Loing
- Maire sortant : Franck Demaumont (PCF)
- 33 sièges à pourvoir au conseil municipal (population légale 2017 : 12 576 habitants)
- 10 sièges à pourvoir au conseil communautaire (Agglomération montargoise et rives du Loing )

|                          | Franck Demaumont         | PCF                      | 1 203 | 54,36 | 26 | 8  |  |  |
|                          | Cyril Faure              | DVC                      | 555   | 25,07 | 4  | 1  |  |  |
|                          | Farah Loiseau            | DIV                      | 455   | 20,56 | 3  | 1  |  |  |
|                          |                          |                          |       |       |    |    |  |  |
| Votes valides            | Votes valides            | Votes valides            | 2 213 | 95,1  |    |    |  |  |
| Votes blancs             | Votes blancs             | Votes blancs             | 51    | 2,19  |    |    |  |  |
| Votes nuls               | Votes nuls               | Votes nuls               | 63    | 2,71  |    |    |  |  |
| Total                    | Total                    | Total                    | 2 327 | 100   | 33 | 10 |  |  |
| Abstention               | Abstention               | Abstention               | 5 109 | 68,71 |    |    |  |  |
| Inscrits / participation | Inscrits / participation | Inscrits / participation | 7 436 | 31,29 |    |    |  |  |

### La Chapelle-Saint-Mesmin
- Maire sortant : Nicolas Bonneau (DVG)
- 33 sièges à pourvoir au conseil municipal (population légale 2017 : 10 353 habitants)
- 3 sièges à pourvoir au conseil communautaire (Orléans Métropole)

|                          | Nicolas Bonneau          | DVG                      | 1 514 | 58,38 | 26 | 2 |  |  |
|                          | Francine Meurgues        | DIV                      | 1 079 | 41,61 | 7  | 1 |  |  |
|                          |                          |                          |       |       |    |   |  |  |
| Votes valides            | Votes valides            | Votes valides            | 2 593 | 94,33 |    |   |  |  |
| Votes blancs             | Votes blancs             | Votes blancs             | 93    | 3,38  |    |   |  |  |
| Votes nuls               | Votes nuls               | Votes nuls               | 63    | 2,29  |    |   |  |  |
| Total                    | Total                    | Total                    | 2 749 | 100   | 33 | 3 |  |  |
| Abstention               | Abstention               | Abstention               | 4 138 | 60,08 |    |   |  |  |
| Inscrits / participation | Inscrits / participation | Inscrits / participation | 6 887 | 39,92 |    |   |  |  |

### Châteauneuf-sur-Loire
- Maire sortant : Florence Galzin (DVD)
- 29 sièges à pourvoir au conseil municipal (population légale 2017 : 8 126 habitants)
- 8 sièges à pourvoir au conseil communautaire (CC des Loges)

|                          | Florence Galzin          | DVD                      | 1 963 | 77,71 | 26 | 7 |  |  |
|                          | Monique Lemoine          | DIV                      | 563   | 22,28 | 3  | 1 |  |  |
|                          |                          |                          |       |       |    |   |  |  |
| Votes valides            | Votes valides            | Votes valides            | 2 526 | 96,63 |    |   |  |  |
| Votes blancs             | Votes blancs             | Votes blancs             | 29    | 1,11  |    |   |  |  |
| Votes nuls               | Votes nuls               | Votes nuls               | 59    | 2,26  |    |   |  |  |
| Total                    | Total                    | Total                    | 2 614 | 100   | 29 | 8 |  |  |
| Abstention               | Abstention               | Abstention               | 2 977 | 53,25 |    |   |  |  |
| Inscrits / participation | Inscrits / participation | Inscrits / participation | 5 591 | 46,75 |    |   |  |  |

### Chécy
- Maire sortant : Jean-Vincent Vallies
- 29 sièges à pourvoir au conseil municipal (population légale 2017 : 8 667 habitants)
- 3 sièges à pourvoir au conseil communautaire (Orléans Métropole)

|                          | Jean-Vincent Vallies     | DVG                      | 1 599 | 100   | 29 | 3 |  |  |
|                          |                          |                          |       |       |    |   |  |  |
| Votes valides            | Votes valides            | Votes valides            | 1 599 | 89,83 |    |   |  |  |
| Votes blancs             | Votes blancs             | Votes blancs             | 99    | 5,56  |    |   |  |  |
| Votes nuls               | Votes nuls               | Votes nuls               | 82    | 4,61  |    |   |  |  |
| Total                    | Total                    | Total                    | 1 780 | 100   | 29 | 3 |  |  |
| Abstention               | Abstention               | Abstention               | 4 413 | 71,26 |    |   |  |  |
| Inscrits / participation | Inscrits / participation | Inscrits / participation | 6 193 | 28,74 |    |   |  |  |

### La Ferté-Saint-Aubin
- Maire sortant : Constance de Pélichy (LR)
- 29 sièges à pourvoir au conseil municipal (population légale 2017 : 7 454 habitants)
- 12 sièges à pourvoir au conseil communautaire (CC des Portes de Sologne)

|                          | Constance de Pélichy     | LR                       | 1 834 | 67,31 | 25 | 10 |  |  |
|                          | Jean-Frédéric Ouvry      | DVG                      | 891   | 32,69 | 4  | 2  |  |  |
|                          |                          |                          |       |       |    |    |  |  |
| Votes valides            | Votes valides            | Votes valides            | 2 725 | 96,84 |    |    |  |  |
| Votes blancs             | Votes blancs             | Votes blancs             | 49    | 1,74  |    |    |  |  |
| Votes nuls               | Votes nuls               | Votes nuls               | 40    | 1,42  |    |    |  |  |
| Total                    | Total                    | Total                    | 2 814 | 100   | 29 | 12 |  |  |
| Abstention               | Abstention               | Abstention               | 2 599 | 48,01 |    |    |  |  |
| Inscrits / participation | Inscrits / participation | Inscrits / participation | 5 413 | 51,99 |    |    |  |  |

### Fleury-les-Aubrais
- Maire sortant : Marie-Agnès Linguet (UDI)
- 35 sièges à pourvoir au conseil municipal (population légale 2017 : 21 026 habitants)
- 6 sièges à pourvoir au conseil communautaire (Orléans Métropole)

| Tête de liste            | Tête de liste            | Liste                    | Premier tour | Premier tour | Deuxième tour | Deuxième tour | Sièges | Sièges |
| Tête de liste            | Tête de liste            | Liste                    | Voix         | %            | Voix          | %             | CM     | CC     |
| ------------------------ | ------------------------ | ------------------------ | ------------ | ------------ | ------------- | ------------- | ------ | ------ |
|                          | Carole Canette           | PS                       | 1 500        | 33,89        | 2 014         | 46,51         | 26     | 5      |
|                          | Marie-Agnès Linguet      | UDI                      | 1 318        | 29,77        | 1 483         | 34,24         | 6      | 1      |
|                          | Stephane Kuzbyt          | DVG                      | 771          | 17,41        | 833           | 19,23         | 3      | 0      |
|                          | Gérard Bourderiou        | DVD                      | 632          | 14,27        | Retrait       | Retrait       | 0      | 0      |
|                          | Patrick Lamiable         | EXG                      | 112          | 2,53         |               |               | 0      | 0      |
|                          | Dominique Labbe          | EXG                      | 93           | 2,10         | 0             | 0             |        |        |
|                          |                          |                          |              |              |               |               |        |        |
| Votes valides            | Votes valides            | Votes valides            | 4 426        | 96,68        | 4 330         | 97,17         |        |        |
| Votes blancs             | Votes blancs             | Votes blancs             | 52           | 1,14         | 60            | 1,35          |        |        |
| Votes nuls               | Votes nuls               | Votes nuls               | 100          | 2,18         | 66            | 1,48          |        |        |
| Total                    | Total                    | Total                    | 4 578        | 100          | 4 456         | 100           | 35     | 6      |
| Abstention               | Abstention               | Abstention               | 8 015        | 63,65        | 8 160         | 64,68         |        |        |
| Inscrits / participation | Inscrits / participation | Inscrits / participation | 12 593       | 36,35        | 12 616        | 35,32         |        |        |

### Gien
- Maire sortant : Christian Bouleau (LR)
- 33 sièges à pourvoir au conseil municipal (population légale 2017 : 14 007 habitants)
- 20 sièges à pourvoir au conseil communautaire (Communauté des communes giennoises )

|                          | Francis Cammal           | DVD                      | 1 889 | 50,03 | 25 | 15 |  |  |
|                          | Christelle De Crémiers   | DIV                      | 1 036 | 27,44 | 4  | 3  |  |  |
|                          | Christian Bouleau        | LR                       | 850   | 22,51 | 4  | 2  |  |  |
|                          |                          |                          |       |       |    |    |  |  |
| Votes valides            | Votes valides            | Votes valides            | 3 775 | 97,29 |    |    |  |  |
| Votes blancs             | Votes blancs             | Votes blancs             | 40    | 1,03  |    |    |  |  |
| Votes nuls               | Votes nuls               | Votes nuls               | 65    | 1,68  |    |    |  |  |
| Total                    | Total                    | Total                    | 3 880 | 100   | 33 | 20 |  |  |
| Abstention               | Abstention               | Abstention               | 4 597 | 54,23 |    |    |  |  |
| Inscrits / participation | Inscrits / participation | Inscrits / participation | 8 477 | 45,77 |    |    |  |  |

### Ingré
- Maire sortant : Christian Dumas (PS)
- 29 sièges à pourvoir au conseil municipal (population légale 2017 : 9 087 habitants)
- 3 sièges à pourvoir au conseil communautaire (Orléans Métropole)

|                          | Christian Dumas          | PS                       | 1 664 | 55,39 | 23 | 2 |  |  |
|                          | Guillem Leroux           | DVC                      | 1 340 | 44,61 | 6  | 1 |  |  |
|                          |                          |                          |       |       |    |   |  |  |
| Votes valides            | Votes valides            | Votes valides            | 3 004 | 97,75 |    |   |  |  |
| Votes blancs             | Votes blancs             | Votes blancs             | 34    | 1,11  |    |   |  |  |
| Votes nuls               | Votes nuls               | Votes nuls               | 35    | 1,14  |    |   |  |  |
| Total                    | Total                    | Total                    | 3 073 | 100   | 29 | 3 |  |  |
| Abstention               | Abstention               | Abstention               | 3 598 | 53,93 |    |   |  |  |
| Inscrits / participation | Inscrits / participation | Inscrits / participation | 6 671 | 46,07 |    |   |  |  |

### Jargeau
- Maire sortant : Jean-Marc Gibey (PS)
- 27 sièges à pourvoir au conseil municipal (population légale 2017 : 4 604 habitants)
- 5 sièges à pourvoir au conseil communautaire (Communauté de communes des Loges)

|                          | Sophie Héron             | DVG                      | 846   | 54,68 | 21 | 4 |  |  |
|                          | Nicolas Charnelet        | DVC                      | 701   | 45,31 | 6  | 1 |  |  |
|                          |                          |                          |       |       |    |   |  |  |
| Votes valides            | Votes valides            | Votes valides            | 1 547 | 96,81 |    |   |  |  |
| Votes blancs             | Votes blancs             | Votes blancs             | 24    | 1,50  |    |   |  |  |
| Votes nuls               | Votes nuls               | Votes nuls               | 27    | 1,69  |    |   |  |  |
| Total                    | Total                    | Total                    | 1 598 | 100   | 27 | 5 |  |  |
| Abstention               | Abstention               | Abstention               | 1 511 | 48,60 |    |   |  |  |
| Inscrits / participation | Inscrits / participation | Inscrits / participation | 3 109 | 51,40 |    |   |  |  |

### Le Malesherbois
- Maire sortant : Delmira Dauvilliers (DVD)
- 33 sièges à pourvoir au conseil municipal (population légale 2017 : 8 201 habitants)
- 16 sièges à pourvoir au conseil communautaire (CC du Pithiverais-Gâtinais)

| Tête de liste            | Tête de liste            | Liste                    | Premier tour | Premier tour | Deuxième tour | Deuxième tour | Sièges | Sièges |
| Tête de liste            | Tête de liste            | Liste                    | Voix         | %            | Voix          | %             | CM     | CC     |
| ------------------------ | ------------------------ | ------------------------ | ------------ | ------------ | ------------- | ------------- | ------ | ------ |
|                          | Sébastien Colin          | DVD                      | 769          | 37,09        | 805           | 36,97         | 6      | 3      |
|                          | Hervé Gaurat             | DVD                      | 739          | 35,64        | 886           | 40,69         | 24     | 11     |
|                          | Bernard Moisy            | DVG                      | 565          | 27,25        | 486           | 22,32         | 3      | 2      |
|                          |                          |                          |              |              |               |               |        |        |
| Votes valides            | Votes valides            | Votes valides            | 2 073        | 95,66        | 2 177         | 97,71         |        |        |
| Votes blancs             | Votes blancs             | Votes blancs             | 42           | 1,94         | 29            | 1,3           |        |        |
| Votes nuls               | Votes nuls               | Votes nuls               | 52           | 2,4          | 22            | 0,99          |        |        |
| Total                    | Total                    | Total                    | 2 167        | 100          | 2 228         | 100           | 33     | 16     |
| Abstention               | Abstention               | Abstention               | 3 235        | 59,89        | 3 191         | 58,89         |        |        |
| Inscrits / participation | Inscrits / participation | Inscrits / participation | 5 402        | 40,11        | 5 419         | 41,11         |        |        |

### Meung-sur-Loire
- Maire sortant :  Pauline Martin (LR)
- 29 sièges à pourvoir au conseil municipal (population légale 2017 : 6 440 habitants)
- 6 sièges à pourvoir au conseil communautaire (CC des Terres du Val de Loire)

|                          | Pauline Martin           | LR                       | 1 275 | 100   | 29 | 6 |  |  |
|                          |                          |                          |       |       |    |   |  |  |
| Votes valides            | Votes valides            | Votes valides            | 1 275 | 87,09 |    |   |  |  |
| Votes blancs             | Votes blancs             | Votes blancs             | 101   | 6,9   |    |   |  |  |
| Votes nuls               | Votes nuls               | Votes nuls               | 88    | 6,01  |    |   |  |  |
| Total                    | Total                    | Total                    | 1 464 | 100   | 29 | 6 |  |  |
| Abstention               | Abstention               | Abstention               | 2 875 | 66,26 |    |   |  |  |
| Inscrits / participation | Inscrits / participation | Inscrits / participation | 4 339 | 33,74 |    |   |  |  |

### Montargis
- Maire sortant : Benoît Digeon (LR)
- 33 sièges à pourvoir au conseil municipal (population légale 2017 : 14 643 habitants)
- 12 sièges à pourvoir au conseil communautaire (Agglomération montargoise et rives du Loing )

| Tête de liste            | Tête de liste            | Liste                    | Premier tour | Premier tour | Deuxième tour | Deuxième tour | Sièges | Sièges |
| Tête de liste            | Tête de liste            | Liste                    | Voix         | %            | Voix          | %             | CM     | CC     |
| ------------------------ | ------------------------ | ------------------------ | ------------ | ------------ | ------------- | ------------- | ------ | ------ |
|                          | Benoît Digeon            | LR                       | 983          | 37,74        | 1 128         | 43,87         | 24     | 9      |
|                          | Bruno Nottin             | PCF                      | 540          | 20,73        | 732           | 28,47         | 5      | 2      |
|                          | Edouard Weber            | DIV                      | 512          | 19,66        | 459           | 17,85         | 3      | 1      |
|                          | Manuel Ribeiro           | DVC                      | 479          | 18,39        | 252           | 9,8           | 1      | 0      |
|                          | Dominique Clergue        | EXG                      | 90           | 3,45         |               |               |        |        |
|                          |                          |                          |              |              |               |               |        |        |
| Votes valides            | Votes valides            | Votes valides            | 2 604        | 96,05        | 2 571         | 97,02         |        |        |
| Votes blancs             | Votes blancs             | Votes blancs             | 39           | 1,44         | 33            | 1,25          |        |        |
| Votes nuls               | Votes nuls               | Votes nuls               | 68           | 2,51         | 46            | 1,74          |        |        |
| Total                    | Total                    | Total                    | 2 711        | 100          | 2 650         | 100           | 33     | 12     |
| Abstention               | Abstention               | Abstention               | 4 574        | 62,79        | 4 639         | 63,64         |        |        |
| Inscrits / participation | Inscrits / participation | Inscrits / participation | 7 285        | 37,21        | 7 289         | 36,36         |        |        |

### Olivet
- Maire sortant : Mathieu Schlesinger (DVD[20])
- 35 sièges à pourvoir au conseil municipal (population légale 2017 : 21 951 habitants)
- 7 sièges à pourvoir au conseil communautaire (Orléans Métropole)

|                          | Matthieu Schlesinger     | DVD                      | 3 506  | 65,34 | 30 | 7 |  |  |
|                          | Jean-Christophe Haglund  | DVG                      | 998    | 18,6  | 3  | 0 |  |  |
|                          | Gile De Sousa            | DIV                      | 464    | 8,64  | 1  | 0 |  |  |
|                          | Dominique Ragon          | DVG                      | 397    | 7,39  | 1  | 0 |  |  |
|                          |                          |                          |        |       |    |   |  |  |
| Votes valides            | Votes valides            | Votes valides            | 5 365  | 97,69 |    |   |  |  |
| Votes blancs             | Votes blancs             | Votes blancs             | 46     | 0,84  |    |   |  |  |
| Votes nuls               | Votes nuls               | Votes nuls               | 81     | 1,47  |    |   |  |  |
| Total                    | Total                    | Total                    | 5 492  | 100   | 35 | 7 |  |  |
| Abstention               | Abstention               | Abstention               | 8 891  | 61,82 |    |   |  |  |
| Inscrits / participation | Inscrits / participation | Inscrits / participation | 14 383 | 38,18 |    |   |  |  |

### Orléans
- Maire sortant : Olivier Carré (DVD)
- 55 sièges à pourvoir au conseil municipal (population légale 2017 : 116 685 habitants)
- 33 sièges à pourvoir au conseil communautaire (Orléans Métropole)

| Tête de liste            | Tête de liste            | Liste                    | Premier tour | Premier tour | Deuxième tour | Deuxième tour | Sièges | Sièges |
| Tête de liste            | Tête de liste            | Liste                    | Voix         | %            | Voix          | %             | CM     | CC     |
| ------------------------ | ------------------------ | ------------------------ | ------------ | ------------ | ------------- | ------------- | ------ | ------ |
|                          | Serge Grouard            | LR-UDI                   | 7 888        | 35,62        | 9 098         | 40,29         | 39     | 24     |
|                          | Olivier Carré            | LREM-MoDem               | 5 339        | 24,11        | 6 318         | 27,98         | 7      | 4      |
|                          | Jean-Philippe Grand      | EELV-PCF                 | 4 254        | 19,21        | 7 163         | 31,72         | 9      | 5      |
|                          | Baptiste Chapuis         | PS                       | 2 862        | 12,92        | 7 163         | 31,72         | 9      | 5      |
|                          | Nathalie Kerrien         | DVD                      | 1 446        | 6,53         |               |               | 0      | 0      |
|                          | Farida Megdoud           | LO                       | 354          | 1,59         | 0             | 0             |        |        |
|                          |                          |                          |              |              |               |               |        |        |
| Votes valides            | Votes valides            | Votes valides            | 22 143       | 97,83        | 22 579        | 98,47         |        |        |
| Votes blancs             | Votes blancs             | Votes blancs             | 166          | 0,73         | 196           | 0,85          |        |        |
| Votes nuls               | Votes nuls               | Votes nuls               | 326          | 1,44         | 154           | 0,67          |        |        |
| Total                    | Total                    | Total                    | 22 635       | 100          | 22 929        | 100           | 55     | 33     |
| Abstention               | Abstention               | Abstention               | 40 261       | 64,01        | 40 049        | 63,59         |        |        |
| Inscrits / participation | Inscrits / participation | Inscrits / participation | 62 896       | 35,99        | 62 978        | 36,41         |        |        |

### Pithiviers
- Maire sortant : Philippe Nolland (LR)
- 29 sièges à pourvoir au conseil municipal (population légale 2017 : 8 981 habitants)
- 15 sièges à pourvoir au conseil communautaire (CC du Pithiverais)

| Tête de liste            | Tête de liste            | Liste                    | Premier tour | Premier tour | Deuxième tour | Deuxième tour | Sièges | Sièges |
| Tête de liste            | Tête de liste            | Liste                    | Voix         | %            | Voix          | %             | CM     | CC     |
| ------------------------ | ------------------------ | ------------------------ | ------------ | ------------ | ------------- | ------------- | ------ | ------ |
|                          | Philippe Nolland         | LR                       | 419          | 22,5         | 621           | 30,21         | 19     | 10     |
|                          | Maxime Buizard Blondeau  | DVD                      | 405          | 21,75        | 551           | 26,81         | 4      | 2      |
|                          | Christophe Simonet       | DIV                      | 398          | 21,37        | 602           | 29,29         | 4      | 2      |
|                          | Thierry Stromboni        | DVG                      | 331          | 17,77        | 281           | 13,67         | 2      | 1      |
|                          | Clément Masson           | DVD                      | 309          | 16,59        |               |               |        |        |
|                          |                          |                          |              |              |               |               |        |        |
| Votes valides            | Votes valides            | Votes valides            | 1 862        | 96,68        | 2 055         | 98,28         |        |        |
| Votes blancs             | Votes blancs             | Votes blancs             | 28           | 1,45         | 20            | 0,96          |        |        |
| Votes nuls               | Votes nuls               | Votes nuls               | 36           | 1,87         | 16            | 0,77          |        |        |
| Total                    | Total                    | Total                    | 1 926        | 100          | 2 091         | 100           | 29     | 15     |
| Abstention               | Abstention               | Abstention               | 2 416        | 55,64        | 2 263         | 51,98         |        |        |
| Inscrits / participation | Inscrits / participation | Inscrits / participation | 4 342        | 44,36        | 4 354         | 48,02         |        |        |

### Saint-Denis-en-Val
- Maire sortant : Jacques Martinet (LR)
- 29 sièges à pourvoir au conseil municipal (population légale 2017 : 7 517 habitants)
- 2 sièges à pourvoir au conseil communautaire (Orléans Métropole)

|                          | Marie-Philippe Lubet     | DVD                      | 1 663 | 69,43 | 25 | 2 |  |  |
|                          | Yann Portugues           | DVG                      | 732   | 30,56 | 4  | 0 |  |  |
|                          |                          |                          |       |       |    |   |  |  |
| Votes valides            | Votes valides            | Votes valides            | 2 395 | 96,53 |    |   |  |  |
| Votes blancs             | Votes blancs             | Votes blancs             | 40    | 1,61  |    |   |  |  |
| Votes nuls               | Votes nuls               | Votes nuls               | 46    | 1,85  |    |   |  |  |
| Total                    | Total                    | Total                    | 2 481 | 100   | 29 | 2 |  |  |
| Abstention               | Abstention               | Abstention               | 3 664 | 59,63 |    |   |  |  |
| Inscrits / participation | Inscrits / participation | Inscrits / participation | 6 145 | 40,37 |    |   |  |  |

### Saint-Jean-de-Braye
- Maire sortant : Vanessa Slimani (PS)
- 35 sièges à pourvoir au conseil municipal (population légale 2017 : 20 751 habitants)
- 6 sièges à pourvoir au conseil communautaire (Orléans Métropole)

|                          | Vanessa Slimani          | PS                       | 2 302  | 54,6  | 28 | 5 |  |  |
|                          | Jean-Emmanuel Renelier   | DVD                      | 1 004  | 23,81 | 4  | 1 |  |  |
|                          | Jean-Noël Robin          | DIV                      | 910    | 21,58 | 3  | 0 |  |  |
|                          |                          |                          |        |       |    |   |  |  |
| Votes valides            | Votes valides            | Votes valides            | 4 216  | 95,82 |    |   |  |  |
| Votes blancs             | Votes blancs             | Votes blancs             | 82     | 1,86  |    |   |  |  |
| Votes nuls               | Votes nuls               | Votes nuls               | 102    | 2,32  |    |   |  |  |
| Total                    | Total                    | Total                    | 4 400  | 100   | 35 | 6 |  |  |
| Abstention               | Abstention               | Abstention               | 8 548  | 66,02 |    |   |  |  |
| Inscrits / participation | Inscrits / participation | Inscrits / participation | 12 948 | 33,98 |    |   |  |  |

### Saint-Jean-de-la-Ruelle
- Maire sortant : Christophe Chaillou (PS)
- 33 sièges à pourvoir au conseil municipal (population légale 2017 : 16 273 habitants)
- 5 sièges à pourvoir au conseil communautaire (Orléans Métropole)

|                          | Christophe Chaillou      | PS                       | 2 376  | 71,89 | 29 | 5 |  |  |
|                          | Éric Lepêcheur           | DVC                      | 929    | 28,1  | 4  | 0 |  |  |
|                          |                          |                          |        |       |    |   |  |  |
| Votes valides            | Votes valides            | Votes valides            | 3 305  | 94,97 |    |   |  |  |
| Votes blancs             | Votes blancs             | Votes blancs             | 101    | 2,9   |    |   |  |  |
| Votes nuls               | Votes nuls               | Votes nuls               | 74     | 2,13  |    |   |  |  |
| Total                    | Total                    | Total                    | 3 480  | 100   | 33 | 5 |  |  |
| Abstention               | Abstention               | Abstention               | 6 630  | 65,58 |    |   |  |  |
| Inscrits / participation | Inscrits / participation | Inscrits / participation | 10 110 | 34,42 |    |   |  |  |

### Saint-Jean-le-Blanc
- Maire sortant : Christian Bois (LR)
- 29 sièges à pourvoir au conseil municipal (population légale 2017 : 8 702 habitants)
- 3 sièges à pourvoir au conseil communautaire (Orléans Métropole)

| Tête de liste            | Tête de liste            | Liste                    | Premier tour | Premier tour | Deuxième tour | Deuxième tour | Sièges | Sièges |
| Tête de liste            | Tête de liste            | Liste                    | Voix         | %            | Voix          | %             | CM     | CC     |
| ------------------------ | ------------------------ | ------------------------ | ------------ | ------------ | ------------- | ------------- | ------ | ------ |
|                          | Françoise Grivotet       | LREM                     | 734          | 32,09        | 891           | 39,28         | 21     | 2      |
|                          | Fabrice Gréhal           | DIV                      | 540          | 23,61        | 519           | 22,88         | 3      | 1      |
|                          | Jean-Noël Milor          | DVD                      | 517          | 22,6         | 448           | 19,75         | 3      | 0      |
|                          | Christophe Tafani        | DIV                      | 496          | 21,68        | 410           | 18,07         | 2      | 0      |
|                          |                          |                          |              |              |               |               |        |        |
| Votes valides            | Votes valides            | Votes valides            | 2 287        | 96,99        | 2 268         | 97,51         |        |        |
| Votes blancs             | Votes blancs             | Votes blancs             | 31           | 1,31         | 27            | 1,16          |        |        |
| Votes nuls               | Votes nuls               | Votes nuls               | 40           | 1,7          | 31            | 1,33          |        |        |
| Total                    | Total                    | Total                    | 2 358        | 100          | 2 326         | 100           | 29     | 3      |
| Abstention               | Abstention               | Abstention               | 3 609        | 60,48        | 3 634         | 60,97         |        |        |
| Inscrits / participation | Inscrits / participation | Inscrits / participation | 5 967        | 39,52        | 5 960         | 39,03         |        |        |

### Saint-Pryvé-Saint-Mesmin
- Maire sortant : Thierry Cousin (LR)
- 29 sièges à pourvoir au conseil municipal (population légale 2017 : 5 803 habitants)
- 2 sièges à pourvoir au conseil communautaire (Orléans Métropole)

|                          | Thierry Cousin           | LR                       | 1 048 | 100   | 29 | 2 |  |  |
|                          |                          |                          |       |       |    |   |  |  |
| Votes valides            | Votes valides            | Votes valides            | 1 048 | 85,97 |    |   |  |  |
| Votes blancs             | Votes blancs             | Votes blancs             | 97    | 7,96  |    |   |  |  |
| Votes nuls               | Votes nuls               | Votes nuls               | 74    | 6,07  |    |   |  |  |
| Total                    | Total                    | Total                    | 1 219 | 100   | 29 | 2 |  |  |
| Abstention               | Abstention               | Abstention               | 2 934 | 70,65 |    |   |  |  |
| Inscrits / participation | Inscrits / participation | Inscrits / participation | 4 153 | 29,35 |    |   |  |  |

### Saran
- Maire sortant : Maryvonne Hautin (PCF)
- 33 sièges à pourvoir au conseil municipal (population légale 2017 : 16 365 habitants)
- 5 sièges à pourvoir au conseil communautaire (Orléans Métropole)

|                          | Maryvonne Hautin         | PCF                      | 2 468  | 65,13 | 28 | 4 |  |  |
|                          | Gérard Vesques           | DIV                      | 1 321  | 34,86 | 5  | 1 |  |  |
|                          |                          |                          |        |       |    |   |  |  |
| Votes valides            | Votes valides            | Votes valides            | 3 789  | 96,31 |    |   |  |  |
| Votes blancs             | Votes blancs             | Votes blancs             | 67     | 1,7   |    |   |  |  |
| Votes nuls               | Votes nuls               | Votes nuls               | 78     | 1,98  |    |   |  |  |
| Total                    | Total                    | Total                    | 3 934  | 100   | 33 | 5 |  |  |
| Abstention               | Abstention               | Abstention               | 7 122  | 64,42 |    |   |  |  |
| Inscrits / participation | Inscrits / participation | Inscrits / participation | 11 056 | 35,58 |    |   |  |  |

### Sully-sur-Loire
- Maire sortant : Jean-Luc Riglet (LR)
- 29 sièges à pourvoir au conseil municipal (population légale 2017 : 5 348 habitants)
- 8 sièges à pourvoir au conseil communautaire (CC du Val de Sully)

|                          | Jean-Luc Riglet          | LR                       | 1 128 | 68,44 | 25 | 7 |  |  |
|                          | Armelle Lefaucheux       | DIV                      | 520   | 31,55 | 4  | 1 |  |  |
|                          |                          |                          |       |       |    |   |  |  |
| Votes valides            | Votes valides            | Votes valides            | 1 648 | 96,26 |    |   |  |  |
| Votes blancs             | Votes blancs             | Votes blancs             | 10    | 0,58  |    |   |  |  |
| Votes nuls               | Votes nuls               | Votes nuls               | 54    | 3,15  |    |   |  |  |
| Total                    | Total                    | Total                    | 1 712 | 100   | 29 | 8 |  |  |
| Abstention               | Abstention               | Abstention               | 1 924 | 52,92 |    |   |  |  |
| Inscrits / participation | Inscrits / participation | Inscrits / participation | 3 636 | 47,08 |    |   |  |  |

### Villemandeur
- Maire sortant : Denise Serrano (DVD)
- 29 sièges à pourvoir au conseil municipal (population légale 2017 : 6 815 habitants)
- 6 sièges à pourvoir au conseil communautaire (Agglomération montargoise et rives du Loing )

| Tête de liste            | Tête de liste            | Liste                    | Premier tour | Premier tour | Deuxième tour | Deuxième tour | Sièges | Sièges |
| Tête de liste            | Tête de liste            | Liste                    | Voix         | %            | Voix          | %             | CM     | CC     |
| ------------------------ | ------------------------ | ------------------------ | ------------ | ------------ | ------------- | ------------- | ------ | ------ |
|                          | Denise Serrano           | DVD                      | 707          | 40,28        | 703           | 41,45         | 21     | 5      |
|                          | André Prigent            | DVC                      | 632          | 36,01        | 677           | 39,91         | 6      | 1      |
|                          | Catherine Adrien-Camus   | DVG                      | 416          | 23,7         | 316           | 18,63         | 2      | 0      |
|                          |                          |                          |              |              |               |               |        |        |
| Votes valides            | Votes valides            | Votes valides            | 1 755        | 96,64        | 1 696         | 97,58         |        |        |
| Votes blancs             | Votes blancs             | Votes blancs             | 28           | 1,54         | 18            | 1,04          |        |        |
| Votes nuls               | Votes nuls               | Votes nuls               | 33           | 1,82         | 24            | 1,38          |        |        |
| Total                    | Total                    | Total                    | 1 816        | 100          | 1 738         | 100           | 29     | 6      |
| Abstention               | Abstention               | Abstention               | 3 047        | 62,66        | 3 121         | 64,23         |        |        |
| Inscrits / participation | Inscrits / participation | Inscrits / participation | 4 863        | 37,34        | 4 859         | 35,77         |        |        |